# Alina Grosu
Pour les articles homonymes, voir Grosu.

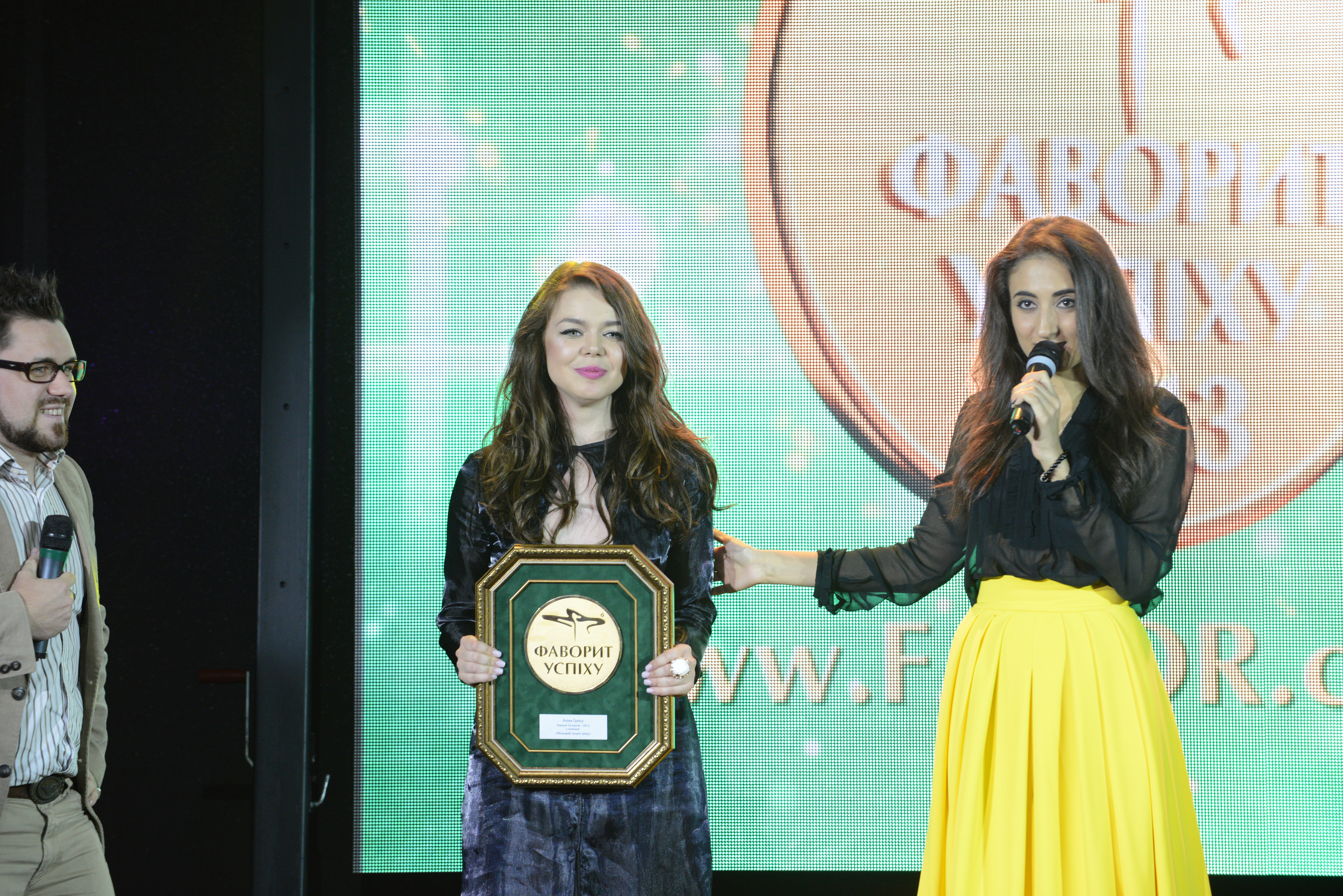
Alina Grosu

Alina Grosu (en ukrainien Аліна Ґросу) (Tchernivtsi, 8 juin 1995) est une chanteuse ukrainienne d'origine roumaine.
Après sa victoire dans un concours destiné aux enfants, le talent de la jeune fille fut reconnu par la chanteuse Iryna Bilyk. Alina a participé à des concours de musique comme le Slavianski Bazaar à Vitebsk ou au Concours Eurovision de la chanson junior.

## Discographie
- Разом зі мною (2000)
- Бджілка (2002)
- Море волнуется (2004)
- Я кохана донечка (2006)
- Хочу шалить (2006)
- На 19 этаже (2007)
- Мелом на асфальте (2010)
- Бас (2018)